# Eduardo Scarpetta
Eduardo Scarpetta, Odoardo Lucio Fausto Vincenzo Scarpetta művészneve (Nápoly, 1853. március 12. – Nápoly, 1925. november 29.) olasz színész és vígjátékíró.
A nápolyi színház legjelentősebb színésze és szerzője volt a 19. és a 20. század fordulóján, a Scarpetta-De Filippo színházi dinasztia ősatyja. Létrehozta a ma is használatos modern dialektusszínházat, és a nápolyi nyelv sok francia pochade-ba való adaptálására specializálódott; leghíresebb vígjátékai közül azonban néhány (köztük például a Nyomorúság és nemesség) eredeti alkotás volt a repertoárjából. Nagyon hosszú drámaírói karrierrel büszkélkedhet (1875-től), amelyet hirtelen félbeszakított egy híres per, amelyet Gabriele D’Annunzio indított ellene 1904-ben.
Scarpetta filmszínész is volt a „hetedik művészet” hajnalán. Forgatott néhány filmet egy milánói produkciós cégnek, Renzo Sonzogno Zenés filmjét vígjátékai alapján: Miseria e nobiltà (Cifra nyomorúság, 1914, rendezte: Enrico Guazzoni), A nővér (1914, rendezte: Alessandro Boutet), Egy ősi nápolyi kávézó (1914), Három gonosz bárány (1915) és Az ágymelegítő (1915), Gino Rossetti rendezésében. Ezekből a filmekből csak néhány állókép maradt fenn Scarpettáról és más előadókról.
Számos gyermeke született, ebből kilenc (nem mindegyiküket ismerte el): Vincenzo, Domenico és Maria Scarpetta mellett ott van a híres Eduardo De Filippo, Peppino és Titina De Filippo, Ernesto Murolo, Eduardo De Filippo (más néven Passarelli) és testvére, Pasquale De Filippo.

## Élete
Domenico Scarpetta köztisztviselő fia volt, aki többször próbálta rábírni a tanulásra és saját pályája követésére, édesanyja Emilia Rendina volt.
1868-ban, tizenöt évesen elhatározta, hogy csatlakozik egy színházi társulathoz, elsősorban azért, hogy ambícióit kövesse, de azért is, hogy segítse családját, amely édesapja rossz egészségi állapota miatt súlyos anyagi helyzetbe került. Így sikerült elérnie, hogy Andrea Natale színész bemutassa Alfonso Ventura impresszáriónak, aki általanos színészként alkalmazta Antonio Petito társulatában, amelynek 1879-ben ő lett a menedzsere.
1870-től személyes sikere Felice Sciosciammocca alakításával kezdődött. Antonio Petito maga jellemezte Scarpettát úgy, hogy róla mintázta Felice Sciosciammocca karakterét, aki Pulcinellát kísérte bohózataiban. Valójában Petito írt néhány bohózatot Scarpettának, amelyek közül a legismertebbek: a Feliciello mariuolo de 'na pizza és a Felice Sciosciammocca creduto guaglione 'e n'anno, amelyet Scarpetta állított majd színpadra néhány forgatókönyvvel együtt, amelyeket ő maga, már mint hozzáértő készített el. Petito halála után De Martino helyettesítette őt, így elhagyhatta a San Carlinót.
Ambiciózus volt, arra törekedett, hogy bármi áron felszinen maradjon, és inkább éhezett, mintsem alávesse magát Davide Petitónak, a cég új vezetőjének. Egy nagyon rövid, Rómában eltöltött időszak után Raffaele Vitale (a kor egyik leghíresebb Pulcinellája) társaságában bérelt egy standot a Molón, a Metastasión néhány San Carlinóbeli komikussal, ahol előadta néhány művét. 1878-ban beleegyezett, hogy visszatér a San Carlinóba, tudván, hogy Cesare Teodoro beosztottként fog fellépni mellette; itt aratott nagy sikert a Don Felice maestro di calligrafia, ismertebb címén Lu curaggio de nu pompiere napulitano vígjátékával. A következő évben leszerződtették egy országos turnéra.
1880-ban 5000 líra kölcsönt kapott Severo ügyvédtől, és szívósságának köszönhetően sikerült újra megnyitnia és felújítania a régi és dicső San Carlino színházat, ahol szeptember 1-jén debütált a Presentazione di una Compagnia Comica (Egy komikustársulat bemutatója) című vígjátékkal: Emlékiratában elmondja, hogy „A társaság harmóniáján, a színészi játék természetességén, a ruházat kifogástalan birtoklásán meglepett és elbűvölt közönség hangosan nevetett és tapsolt”. Így kezdődött a nagy sikerek szezonja, amelynek hamarosan bálványává, sikeres komikussá vált. Bár szegény családban született, a via dei Millén egy palota került a birtokába, amelyet Vincenzo Salvietti építész tervezett, valamint kocsikat és lovakat is szerzett.

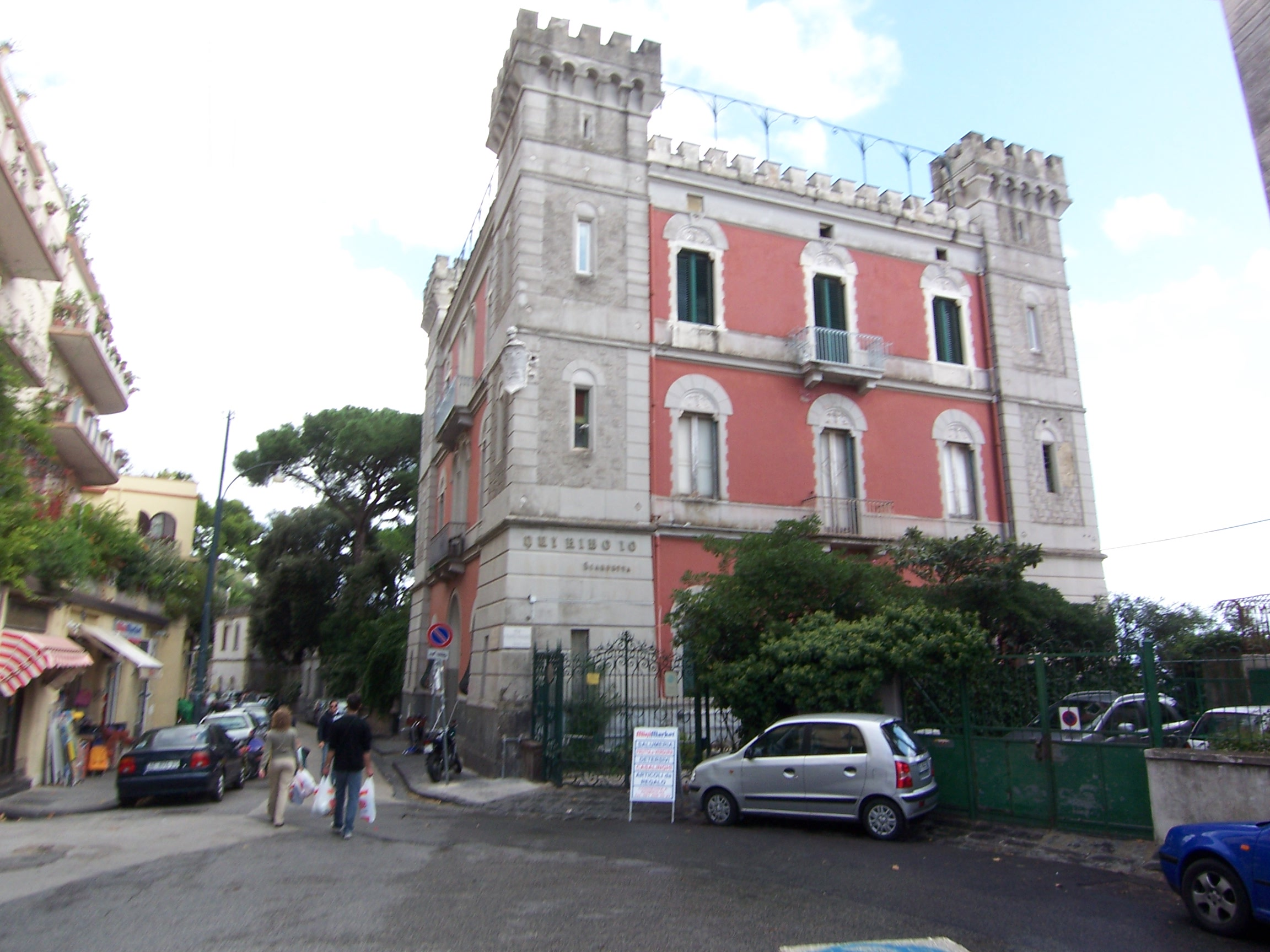
A Villa La Santarella

1889. május 15-én emlékezetes sikert aratott a Na santarellával a Teatro Sannazaróban a via Chiaián. Minden elegáns és nagyvilági nápolyi a kis színházba sereglett; a vígjáték bevételeivel, amely végérvényesen megnyitotta előtte a főváros kapuit, a Vomero-hegyen villát építtetett Villa La Santarella néven, ahol a főhomlokzaton a „Qui rido io!” (Itt én nevetek!) felirat állt. és amelyet 1911-ben eladott, mert a felesége félt egyedül ott lakni, amikor a férje turnézott.
Legnagyobb sikerét, a Miseria e nobiltàt (Rongy és címer), amelyből később három filmadaptáció is született (1954-ben Totòval volt emlékezetes), kizárólag azért íródott, hogy a komédiában részt vegyen tizenkét éves fia, Vincenzo, aki az első előadásban Peppiniello szerepét játszotta.
Az új Galleria Umberto pincéjében épült Teatro Salone Margherita, az első nagy nápolyi válfaj alapítása kezdte aláásni annak a drámaírónak a sorsát, aki az új divatra reagálva mutatkozott be a nagyközönségnek Kávéház, kántálás című darabjával, de a kegyelemdöfés 1904-ben érte, amikor nem akart főszereplője lenni az akkori egyik leghangulatosabb színházi eseménynek, a Iorio fiáról szóló, Gabriele D’Annunzio: Iorio lánya paródiájának, amely keserű kudarc (D'Annunzio még bíróságra is hurcolta egy emlékezetes, három évig, 1906-tól 1908-ig tartó perben, amelyet Scarpetta egyébként megnyert) és sok keserűség volt számára. Azokban az években sok kritika érte, mindenekelőtt Salvatore Di Giacomo és Roberto Bracco részéről; az egyetlen hang a védelmében Benedetto Crocéé volt.

### Utolsó évei és a halála
1909-ben csalódottan és elkeseredetten vonult le a színpadról, miután részt vett a La Regina del Mare című paródiában, amelyben Vincenzo fia szerepelt, akit Sciosciammocca karakterében utódjául szánt. 1920-ban esszét írt Raffaele Viviani művészetének újító jellemzőiről.
1925-ben halt meg, 72 évesen, temetésén sokan vettek részt. Bebalzsamozták és üvegkoporsóba helyezték; jelenleg a De Filippo, Scarpetta és Viviani családok kápolnájában nyugszik a nápolyi Santa Maria del Pianto temetőben.

### Viszonyai és gyermekei
Scarpetta 1876. március 16-án feleségül vette a tizennyolc éves Rosa De Filippót, egy szegény nápolyi kereskedő lányát, akinek tőle két fia született: Domenico és Vincenzo. Domenico, bár Scarpetta elismerte, valószínűleg a Rosa és II. Viktor Emánuel olasz király közötti, házasság előtti kapcsolat gyümölcse volt.
A zenetanárnővel, Francesca Giannettivel való kapcsolatából származott Maria, akit később örökbe fogadott.
Luisa De Filippóval, felesége, Rosa unokahúgával való kapcsolatából Annunziata (Titina), Eduardo és Peppino született.
Az Anna De Filippo, feleségének, Rosának féltestvérével való kapcsolatából született Ernesto Murolo (Vincenzo Murolo, Roberto Murolo apja, és Maria Polumbo ismerte el), Eduardo (más néven Passarelli) és Pasquale.

### Művészi hagyatéka
Drámáit sokszor felelevenítették, és gyakran szerepelnek a színlapon. Fia, Vincenzo mellett más híres nápolyi színészek, például az Aldo és Carlo Giuffrè testvérek is előadták zseniális komédiáit. Vígjátékaiból több film is készült, valamint a Szegénység és nemesség című remekművének három változata.
Életének néhány epizódját két 2021-es film meséli el, a Mario Martone által rendezett Qui rido io és a Sergio Rubini által rendezett A De Filippo testvérek.

## Művei
- 1875 – Gelusia ovvero Ammore spusalizio e gelusia
- 1876 – Ov'è mammà?
- 1876 – Na commedia 'e tre atte
- 1876 – Quinnice solde so' cchiù assaie de seimilalire
- 1876 – È buscia o verità?
- 1877 – Felice maestro di callegrafia ovvero Lu curaggio de nu pompiere napulitano
- 1879 – Feliciello e Feliciella
- 1879 – Li testamenti di Parasacco
- 1879 – La collana d'oro
- 1880 – L'Accademia disturbata
- 1880 – Le treccia dell'Imperatore
- 1880 – La Presentazione de 'na compagnia ovvero Felice direttore di compagnia
- 1880 – Tetillo (Alfred Hennequin: Bébéje alapján)
- 1880 – Mettiteve a fa l'ammore cu me! (Salvestri: Fatemi la corte című műve alapján)
- 1880 – Li Piscivinnole napulitane
- 1880 – Tric Trac (Guarino:  Tric Tracjából)
- 1880 – Lu pescecane
- 1880 – Nu zio ciuccio e 'nu nepote scemo (F. Cerlione: Il finto medico alapján)
- 1880 – Duje marite 'mbrugliune (a Les dominos roses A. Hennequin és Alfred Delacour művéből)
- 1880 – Bazzicotto
- 1880 – Il non plus ultra della disperazione ovvero La Battaglia del Rigoletto; I duelli; Lu Pagnottino.
- 1881 – Lo scarfalietto (Henri Meilhac–Ludovic Halévy: La Boule)
- 1881 – Vi' che m'ha fatto frateme
- 1881 – Tetillo 'nzurato
- 1881 – Le Bravure di Don Felice
- 1881 – La posta in quarta pagina
- 1881 – Tre pecore viziose
- 1881 – L'amico 'e papà
- 1881 – No pasticcio
- 1881 – La casa numero sette
- 1882 – Il romanzo di un farmacista povero
- 1882 – 'A fortuna 'e Feliciello
- 1882 – Nun la trovo a mmaretà
- 1882 – La nutriccia
- 1882 – Fifì
- 1882 – No quartino a lu quinto piano
- 1882 – Na commedia a vapore
- 1883 – 'Nu frongillo cecato
- 1883 – Amore e polenta
- 1883 – Na paglia 'e Firenze
- 1883 – Na furnata de paura
- 1883 – Na tombola 'e duemila lire
- 1883 – Nu buono giuvinotto
- 1883 – S'ha da dì o no?
- 1883 – La signorina Piripipì
- 1883 – Nu casino sotto a lu Vesuvio
- 1884 – Na capa sciacquata
- 1884 – La calamita
- 1884 – Nu brutto difetto
- 1884 – Na matassa 'mbrugliata
- 1885 – Na società 'e marite
- 1885 – Un'agenzia di matrimoni
- 1885 – Li nepute de lu sinneco (Paul Burani: Le Droit d'un aînéből)
- 1885 – Lu marito de Nannina (Alexandre Bisson: 115, rue Pigalle alapján)
- 1886 – O viaggio 'e nozze
- 1887 – Nu bastone 'e fuoco
- 1888 – Miseria e nobiltà
- 1888 – Nu turco napulitano (A. Hennequin: Le Parisienjéből)
- 1889 – Lu miedeco de li femmene ovvero Il dottor Suricillo
- 1889 – 'Na Santarella (a Mam'zelle Nitouche, Henri Meilhac és Albert Millaud darabja alapján)
- 1889 – Girolino e Pirolé
- 1890 – Pazzie di Carnevale (Antonio Petito: Le Metamorfosi di Pulcinella forgatókönyve alapján)
- 1890 – Il Matrimonio di stella
- 1890 – Casà Bignè
- 1890 – Na stampa e doje figure
- 1891 – Il capitano Saetta
- 1892 – Guerra agli uomini
- 1892 – Cocò
- 1893 – Na mugliera scurnosa
- 1893 – Lu Cafè Chantant
- 1893 – Li cafune a Napule
- 1893 – Lily e Mimì
- 1894 – Nu ministro mmiezzo a li guaie (az I fastidi d'un grand om komédia piemonti nyelven Eraldo Barettitól)
- 1894 – Li mariuole ovvero La Contessa tre cape
- 1894 – Farfariello
- 1894 – Tre cazune furtunate
- 1895 – Na bona guagliona
- 1895 – La casa vecchia
- 1896 – La Bohème
- 1896 – I tre soci
- 1896 – L'albergo del libero scambio

Megjegyzés: Eduardo Scarpetta nem minden műve jelent meg.

## Filmográfia

### Drámái alapján készült filmek
- Tutto per mio fratello! (Mindent a bátyámért!) (1911), a Vi' che m'ha fatto frateme (1881) című vígjáték alapján
- Szegénység és nemesség, rendező: Enrico Guazzoni (1914), az azonos című vígjáték (1888) alapján
- La nutrice (A nővér), Alessandro Boutet (1914) rendezésében, a La nutriccia (1882) című vígjáték alapján
- Un antico caffè napoletano (Egy ősi nápolyi kávézó), Gino Rossetti (1914) rendezésében, A kétségbeesés non plus ultrája (1880) című vígjáték alapján
- Tre pecore viziose (Három gonosz bárány), Gino Rossetti (1915) rendezője, az azonos című vígjáték (1881) alapján
- Lo scaldaletto (Az ágymelegítő), Gino Rossetti (1915) rendezésében, a Lo scarfalietto (1881) című vígjáték alapján
- Szegénység és nemesség, Corrado D'Errico (1940) rendezője, a homonim vígjáték (1888) alapján
- Ismerlek, maszk!, rendezte Eduardo De Filippo (1943), Az egy szegény gyógyszerész regénye (1882) című vígjáték alapján
- Hét óra baj, Vittorio Metz és Marcello Marchesi (1951) rendezésében, a Na criatura sperduta (1899) című vígjáték alapján
- Házassági iroda, rendező: Giorgio Pàstina (1952), a N agenzia 'e matrimonie (1885) című vígjáték alapján
- Egy nápolyi török, rendezte: Mario Mattoli (1953), a Nu Turco Napulitano (1888) című vígjáték alapján
- Szegénység és nemesség, Mario Mattoli (1954) rendezője, a homonim vígjáték (1888) alapján
- Il medico dei pazzi, rendező: Mario Mattoli (1954), az O Miedeco d'e pazze (1908) című vígjáték alapján

### Film, amelyben szereplőként jelenik meg
- Itt én nevetek (2021), Mario Martone (akit Toni Servillo alakít)
- A De Filippo testvérek (2021), Sergio Rubini (Giancarlo Giannini alakítja)

## Televíziós próza
- Mario Mangini és Pietro Turchetti által rendezett Egy fiú a pusztikában, 1959. július 7-én adták a Rai 1 nemzeti műsorban. Fellépett: Elsa Valentini (Bettina); Nello Ascoli (Carlo); Tecla Scarano (Concetta); Giuseppe Anatrelli (Enrico); Ugo D'Alessio (Felice); Franco Sportelli (Gaetano); Gigi Reder (George); Benito Artesi (A pincérek); Antonio Allocca (A pincér); Salvatore Fabbri (III. pincér); Elena Tilena (Lucia); Rosalia May (Rosina); Ackermann Annamaria (Teresina); Giuliana Gargiulo (Zozò).

## Fordítás
- Ez a szócikk részben vagy egészben  az   Eduardo Scarpetta című olasz Wikipédia-szócikk ezen változatának fordításán alapul.  Az eredeti cikk szerkesztőit annak laptörténete sorolja fel. Ez a jelzés csupán a megfogalmazás eredetét és a szerzői jogokat jelzi, nem szolgál a cikkben szereplő információk forrásmegjelöléseként.

## Bibliográfia
- Maria Scarpetta, Felice Sciosciammocca mio padre, Napoli, Morano, 1950;
- Mario Mangini, Eduardo Scarpetta e il suo tempo; prefazione di Eduardo De Filippo, Napoli, Montanino, 1961;
- Eduardo De Filippo, Quattro commedie di Eduardo e Vincenzo Scarpetta, Torino, Einaudi, 1974.
- Eduardo Scarpetta, Cinquant'anni di palcoscenico: memorie; introduzione di Renato Carpentieri; prefazione di Benedetto Croce, Roma, Savelli, 1982;
- Eduardo Scarpetta, Il teatro di Scarpetta, Napoli, Bellini, 1990;
- Eduardo Scarpetta Tutto il teatro, a cura di Romualdo Marrone, Roma, Newton Compton, 1992-11-25
- Tiziana Paladini, Scarpetta in giacca e cravatta, Napoli, Luca Torre, 2000;
- Salvatore Tolino, Mostra storica permanente della Poesia, del Teatro e della Canzone Napoletana, Istituto Grafico Editoriale Italiano, 1999
- Antonio Pizzo, Scarpetta e Sciosciammocca. Nascita di un buffo, Roma, Bulzoni, 2009;